# Vaya Con Dios (album)
Pour les articles homonymes, voir Vaya Con Dios.
Albums de Vaya Con Dios
Night Owls
(1990)
Singles
1. Just a Friend of Mine
Sortie : août 1987
2. Puerto Rico
Sortie : 1987
3. Don't Cry for Louie
Sortie : novembre 1988
4. Johnny
Sortie : 1989

Vaya Con Dios est le premier album studio du groupe belge Vaya Con Dios, sorti le 17 octobre 1988 chez Ariola Records.

## Liste des titres
| 1. | Don't Cry for Louie   | 2:57 |
| 2. | The Moonshiner        | 2:43 |
| 3. | Lord Help Me Please   | 3:17 |
| 4. | Lay Your Hands        | 3:40 |
| 5. | Lulu's Song           | 4:46 |
| 6. | Just a Friend of Mine | 3:18 |

| 1. | I Sold My Soul | 4:56 |
| 2. | One Silver Dollar (interprété à l'origine par Marilyn Monroe)                                                                                         | 3:11 |
| 3. | Philadelphia | 3:29 |
| 4. | Remember | 2:45 |
| 5. | Puerto Rico | 4:16 |
| 6. | Johnny (écrite à l'origine par Richard Stein sous le titre Sanie cu zurgălăi et interprétée par Édith Piaf sous le titre Johnny, tu n'es pas un ange) | 2:15 |

## Crédits
- Guitare acoustique — Jean-Michel Gielen, Bert Decorte, Nono Garcia
- Chœurs — Dani Klein, Dirk Schoufs, Julia Loko, Verona Davis, Wild One Dee
- Clairon, trompette — Patrick Mortier
- Contrebasse - Dirk Schoufs
- Batterie — Marcel De Cauwer
- Harmonica — Big Brad
- Cuivres — Section Pat More
- Percussion — Kays Rostom
- Piano, orgue Hammond — Frank Wuyts
- Saxophone — Frank Vaganée
- Trombone — Joost Derijckere

## Classements et certifications

### Classements hebdomadaires
| Classement (1988–91)                 | Meilleure place |
| ------------------------------------ | --------------- |
| Allemagne de l'Ouest (Media Control) | 49              |
| Autriche (Ö3 Austria Top 40)         | 10              |
| Finlande (Suomen virallinen lista)   | 1               |
| Pays-Bas (Mega Album Top 100)        | 75              |
| Suède (Sverigetopplistan)            | 9               |
| Suisse (Schweizer Hitparade)         | 23              |

### Certifications
| Région                                                                                                 | Certification | Ventes/Streams |
| --- | ------------- | -------------- |
| Belgique (BEA)                                                                                         | Or            | 25 000*        |
| Finlande (IFPI)                                                                                        | Platine       | 65 287         |
| France                                                                                                 | —             | 70 000         |
| Portugal (AFP)                                                                                         | Argent        | 70 000^        |
| Suisse (IFPI)                                                                                          | Platine       | 50 000^        |
| Résumé                                                                                                 |               |                |
| Monde                                                                                                  |               | 2,000,000      |
| *Ventes selon la certification ^Mise en rayon selon la certification xNon précisé par la certification |               |                |